# Paguristes subpilosus
Paguristes subpilosus is een tienpotigensoort uit de familie van de Diogenidae. De wetenschappelijke naam van de soort is voor het eerst geldig gepubliceerd in 1888 door Henderson.